# FIFA-Klub-Weltmeisterschaft 2014
Die FIFA-Klub-Weltmeisterschaft 2014 (engl.: FIFA Club World Cup 2014) war die elfte Austragung dieses weltweiten Fußballwettbewerbs für Vereinsmannschaften. Sie fand vom 10. bis 20. Dezember 2014 zum zweiten Mal in Marokko statt, das bereits im vorangegangenen Jahr Gastgeber war.

## Modus
Gegenüber dem seit 2007 geltenden Austragungsmodus gab es keine Änderungen. Das Turnier wurde mit sieben Teilnehmern ausgetragen. Neben den sechs Siegern der kontinentalen Meisterwettbewerbe auf Klubebene aus Asien (AFC), Afrika (CAF), Karibik, Nord- und Zentralamerika (CONCACAF), Südamerika (CONMEBOL), Europa (UEFA) und Ozeanien (OFC) trat auch der marokkanische Meister an, der zunächst ein Ausscheidungsspiel gegen den Sieger der OFC Champions League bestreiten musste. Hätte ein Klub aus Marokko die CAF Champions League gewonnen, wäre der am besten platzierte nichtmarokkanische Klub qualifiziert gewesen. Der Sieger des Ausscheidungsspieles spielte mit den Vertretern Afrikas, Asiens und der CONCACAF zwei Teilnehmer am Halbfinale aus. Dafür waren die Teilnehmer aus Europa und Südamerika, Real Madrid und CA San Lorenzo, bereits gesetzt und bestritten somit nur je zwei Spiele. Gespielt wurde im K.-o.-System. An elf Tagen fanden acht Spiele statt.

## Spielstätten
| Marrakesch |

| Rabat |

| Marrakesch |

| Rabat |

## Teilnehmer
Teilnehmer sind die Sieger der folgenden Wettbewerbe:
| Klub                                 | Qualifikation                     | Kontinentalverband     |
| ------------------------------------ | --------------------------------- | ---------------------- |
| Western Sydney Wanderers             | AFC Champions League 2014         | AFC                    |
| Real Madrid                          | UEFA Champions League 2013/14     | UEFA                   |
| CD Cruz Azul                         | CONCACAF Champions League 2013/14 | CONCACAF               |
| ES Sétif                             | CAF Champions League 2014         | CAF                    |
| Club Atlético San Lorenzo de Almagro | Copa Libertadores 2014            | CONMEBOL               |
| Auckland City FC                     | OFC Champions League 2013/14      | OFC                    |
| Maghreb Tétouan                      | GNF 1 2013/14                     | CAF (Meister Marokkos) |

## Das Turnier im Überblick
| Spiel              | Datum        | Ortszeit (MEZ)        | Stadion               | Mannschaft 1                         | Ergebnis             | Mannschaft 2             |
| ------------------ | ------------ | --------------------- | --------------------- | ------------------------------------ | -------------------- | ------------------------ |
| Ausscheidungsspiel | 10. Dezember | 19:30 Uhr (20:30 Uhr) | Stade Moulay Abdallah | Maghreb Tétouan                      | 0:0 n. V., 3:4 i. E. | Auckland City FC         |
| Viertelfinale 1    | 13. Dezember | 16:00 Uhr (17:00 Uhr) | Stade Moulay Abdallah | ES Sétif                             | 0:1 (0:0)            | Auckland City FC         |
| Viertelfinale 2    | 13. Dezember | 19:30 Uhr (20:30 Uhr) | Stade Moulay Abdallah | CD Cruz Azul                         | 3:1 n. V. (0:0, 1:1) | Western Sydney Wanderers |
| Halbfinale 1       | 16. Dezember | 19:30 Uhr (20:30 Uhr) | Stade de Marrakech    | CD Cruz Azul                         | 0:4 (0:2)            | Real Madrid              |
| Spiel um Platz 5   | 17. Dezember | 16:30 Uhr (17:30 Uhr) | Stade de Marrakech    | ES Sétif                             | 2:2 (0:1), 5:4 i. E. | Western Sydney Wanderers |
| Halbfinale 2       | 17. Dezember | 19:30 Uhr (20:30 Uhr) | Stade de Marrakech    | Club Atlético San Lorenzo de Almagro | 2:1 n. V. (1:0, 1:1) | Auckland City FC         |
| Spiel um Platz 3   | 20. Dezember | 16:30 Uhr (17:30 Uhr) | Stade de Marrakech    | CD Cruz Azul                         | 1:1 (0:1), 2:4 i. E. | Auckland City FC         |

### Finale
| Real Madrid                                                                       | Real Madrid | Club Atlético San Lorenzo de Almagro | Club Atlético San Lorenzo de Almagro |
| --------------------------------------------------------------------------------- | --- | --- | ------------------------------------ |
| Real Madrid                                                                       | \| 20. Dezember 2014 um 19:30 Uhr (20:30 Uhr MEZ) in Marrakesch (Stade de Marrakech) \| \| Ergebnis: 2:0 (1:0) \| \| Zuschauer: 38.345 \| \| Schiedsrichter: Walter López ( Guatemala) \|                                                             | \| 20. Dezember 2014 um 19:30 Uhr (20:30 Uhr MEZ) in Marrakesch (Stade de Marrakech) \| \| Ergebnis: 2:0 (1:0) \| \| Zuschauer: 38.345 \| \| Schiedsrichter: Walter López ( Guatemala) \| | Club Atlético San Lorenzo de Almagro |
| Real Madrid                                                                       | Iker Casillas – Marcelo (44. Fábio Coentrão), Sergio Ramos (89. Raphaël Varane), Pepe, Dani Carvajal (73. Álvaro Arbeloa) – James Rodríguez, Toni Kroos, Isco – Cristiano Ronaldo, Karim Benzema, Gareth Bale Cheftrainer: Carlo Ancelotti ( Italien) | Sebastián Torrico – Emmanuel Más, Mario Yepes (61. Mauro Cetto), Walter Kannemann, Julio Buffarini – Juan Mercier , Néstor Ortigoza – Pablo Barrientos, Enzo Kalinski, Gonzalo Verón (57. Leandro Romagnoli) – Martín Cauteruccio (68. Mauro Matos) Cheftrainer: Edgardo Bauza ( Argentinien) | Club Atlético San Lorenzo de Almagro |
| Real Madrid                                                                       | 1:0 Sergio Ramos (37.) 2:0 Gareth Bale (51.) | | Club Atlético San Lorenzo de Almagro |
| Real Madrid                                                                       | Sergio Ramos (22.), Dani Carvajal (30.) | Néstor Ortigoza (12.), Pablo Barrientos (16.), Julio Buffarini (55.), Walter Kannemann (85.) | Club Atlético San Lorenzo de Almagro |
| 20. Dezember 2014 um 19:30 Uhr (20:30 Uhr MEZ) in Marrakesch (Stade de Marrakech) | | |                                      |
| Ergebnis: 2:0 (1:0)                                                               | | |                                      |
| Zuschauer: 38.345                                                                 | | |                                      |
| Schiedsrichter: Walter López ( Guatemala)                                         | | |                                      |

### Kader von Real Madrid
Folgende Spieler standen im Kader von Real Madrid. Obwohl 23 Spieler zugelassen waren, nominierte Trainer Carlo Ancelotti für das Turnier lediglich 22 Spieler:
| 1.          | Real Madrid |
| Real Madrid | - Tor: Iker Casillas (2 Spiele / 0 Tore), Keylor Navas (-), Fernando Pacheco (-) - Abwehr: Álvaro Arbeloa (1/0), Dani Carvajal (2/0), Fábio Coentrão (1/0), Marcelo (2/0), Nacho (-), Pepe (2/0), Sergio Ramos (2/2), Raphaël Varane (2/0) - Mittelfeld: Gareth Bale (2/2), Asier Illarramendi (1/0), Isco (2/1), Sami Khedira (1/0), Toni Kroos (2/0), Álvaro Medrán (-), James Rodríguez (1/0) - Sturm: Karim Benzema (2/1), Chicharito (-), Cristiano Ronaldo (2/0), Jesé (1/0) - Cheftrainer: Carlo Ancelotti |

## Statistik
| Rang | Klub                                 |
| ---- | ------------------------------------ |
| 1    | Real Madrid                          |
| 2    | Club Atlético San Lorenzo de Almagro |
| 3    | Auckland City FC                     |
| 4    | CD Cruz Azul                         |
| 5    | ES Sétif                             |
| 6    | Western Sydney Wanderers             |
| 7    | Maghreb Tétouan                      |

| Rang | Spieler          | Klub                                 | Tore |
| ---- | ---------------- | ------------------------------------ | ---- |
| 1    | Gareth Bale      | Real Madrid                          | 2    |
|      | Sergio Ramos     | Real Madrid                          | 2    |
|      | Gerardo Torrado  | CD Cruz Azul                         | 2    |
| 4    | Ryan De Vries    | Auckland City FC                     | 1    |
|      | Mauro Matos      | Club Atlético San Lorenzo de Almagro | 1    |
|      | Vítor Saba       | Western Sydney Wanderers             | 1    |
|      | Isco             | Real Madrid                          | 1    |
|      | Karim Benzema    | Real Madrid                          | 1    |
|      | Pablo Barrientos | Club Atlético San Lorenzo de Almagro | 1    |
|      | Iacopo La Rocca  | Western Sydney Wanderers             | 1    |
|      | Abdelmalek Ziaya | ES Sétif                             | 1    |
|      | Romeo Castelen   | Western Sydney Wanderers             | 1    |
|      | Mariano Pavone   | CD Cruz Azul                         | 1    |
|      | Joao Rojas       | CD Cruz Azul                         | 1    |
|      | Ángel Berlanga   | Auckland City FC                     | 1    |
|      | John Irving      | Auckland City FC                     | 1    |

Hierzu kam auch ein Eigentor des Australiers Daniel Mullen (Western Sydney Wanderers), geschossen für ES Sétif.

## Ehrungen

### Adidas Goldener Ball
Der Goldene Ball für den besten Spieler des Turniers ging an den Spanier Sergio Ramos von Titelträger Real Madrid. Der Silberne Ball wurde an seinen portugiesischen Teamkollegen Cristiano Ronaldo verliehen. Den Bronzenen Ball erhielt der Neuseeländer Ivan Vicelich von Auckland City FC.

### FIFA-Fair-Play-Trophäe
Den Fair-Play-Preis für sportlich korrektes Auftreten auf und außerhalb des Rasens konnte sich Real Madrid sichern.

## Schiedsrichter
Seitens der FIFA wurde von jedem Kontinentalverband ein Schiedsrichterteam nominiert. 
| Verband  | Schiedsrichter    | Jahrgang | Assistent 1     | Jahrgang | Assistent 2             | Jahrgang |
| -------- | ----------------- | -------- | --------------- | -------- | ----------------------- | -------- |
| AFC      | Benjamin Williams | 1977     | Matthew Cream   | 1975     | Paul Cetrangolo         | 1978     |
| CAF      | Noumandiez Doué   | 1970     | Songuifolo Yéo  | 1970     | Jean-Claude Birumushahu | 1972     |
| CONCACAF | Walter López      | 1980     | Leonel Leal     | 1976     | Gerson López            | 1983     |
| CONMEBOL | Enrique Osses     | 1974     | Carlos Astroza  | 1976     | Sergio Román            | 1969     |
| OFC      | Norbert Hauata    | 1979     | Tevita Makasini | 1976     | Paul Ahupu              | 1985     |
| UEFA     | Pedro Proença     | 1970     | Bertino Miranda | 1972     | Tiago Trigo             | 1972     |